# آخرین رقص (ترانه ایندیلا)
«آخرین رقص» (به فرانسوی: Dernière danse) تک‌آهنگی از ایندیلا خوانندهٔ اهل فرانسه است که در سال ۲۰۱۳ منتشر شد.
این تک‌آهنگ در زمان انتشارش در اسرائیل، یونان، ترکیه و رومانی شمارهٔ ۱ جدول‌های فروش شد و در چارت‌های لهستان، فرانسه و بلژیک (والونیا و فلاندرز) جزو ده ترانه اول قرار گرفت. کمتر از ده سال پس از انتشار آن در 19 می 2013 این کلیپ نخستین ترانه فرانسوی زبان در یوتیوب شد که تعداد بازدیدهای آن از یک میلیارد گذشت.

## موزیک ویدئو

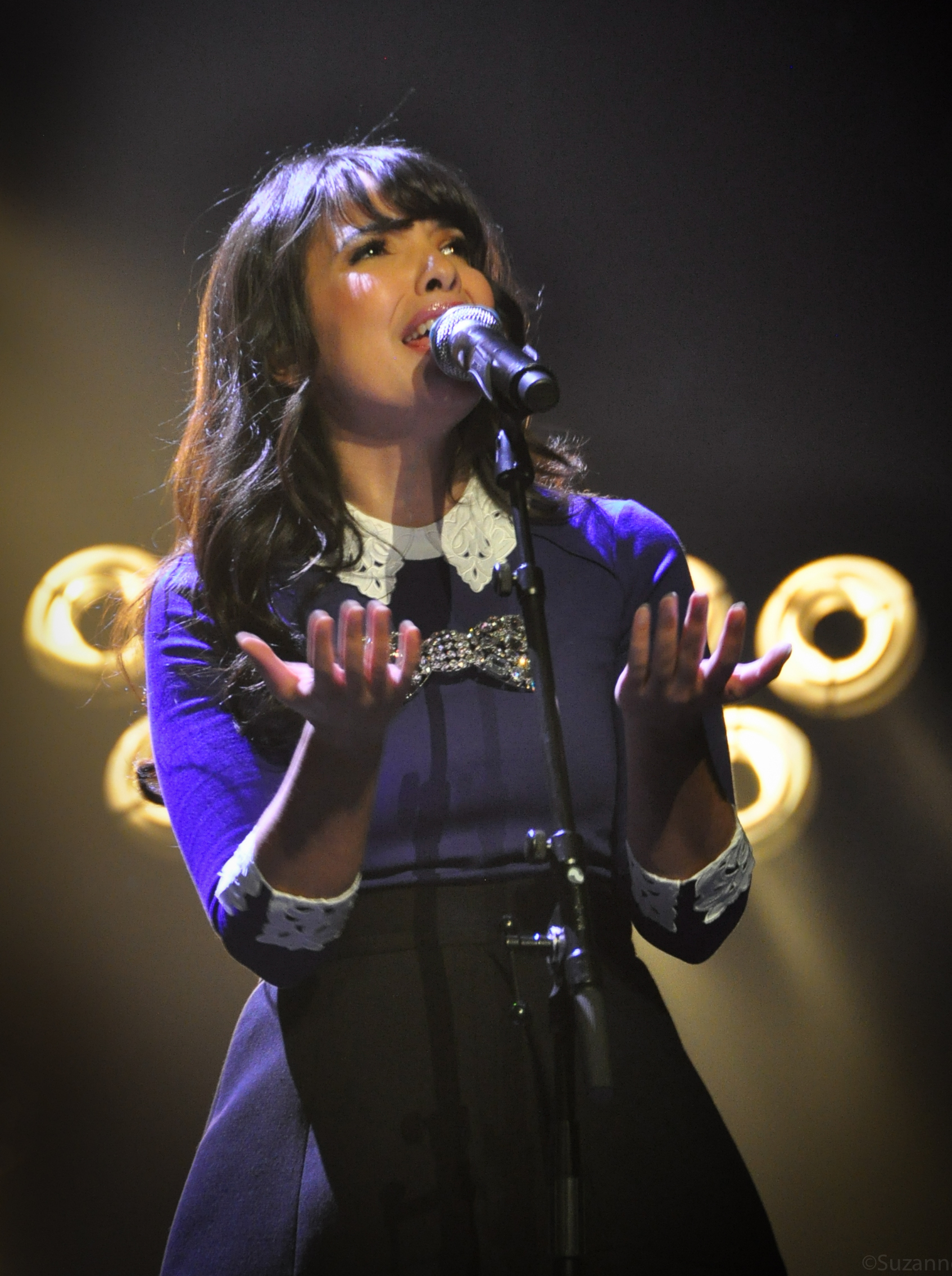
اجرای ایندیلا در مراسم EBBA در سال ۲۰۱۵

### زمینه و چکیده
این موزیک ویدئو که در 5 دسامبر 2013 منتشر شد با صحنه هایی میانبرش شده است که در آن ایندیلا در حال آواز خواندن در جلوی نمای وسیعی از پاریس است. داستان با بیرون انداختن ایندیلا از خانه اش آغاز می شود. همجنان که او در پاریس سرگردان است و مورد بی احترامی افراد قرار می گیرد شهر کم کم تاریک می شود که علت آن شروع یک توفان است. برداشت آن است که، همانگونه که در یک فلاش بک کوتاه نشان داده می شود، این توفان به احساسات منفی ایندیلا مربوط است. سپس ایندیلا یک راست به سمت توفان رفته و وارد آن می شود. به نظر می رسد ایندیلا با آواز خواندن توفان را از بین می برد و پاریس را نجات می دهد. تا ژوئن 2024 این ویدئو بیش از 1.140 میلیارد بازدید داشته است و تنها آهنگ فرانسوی زبانی شد که به آن دست یافته است.

### ویدئوی متن
در روز انتشار این موزیک ویدئو، همزمان یک ویدئوی متن (لیریک ویدئو) در کانال ویووی این هنرمند بارگذاری شد.

## جایگاه در جدول

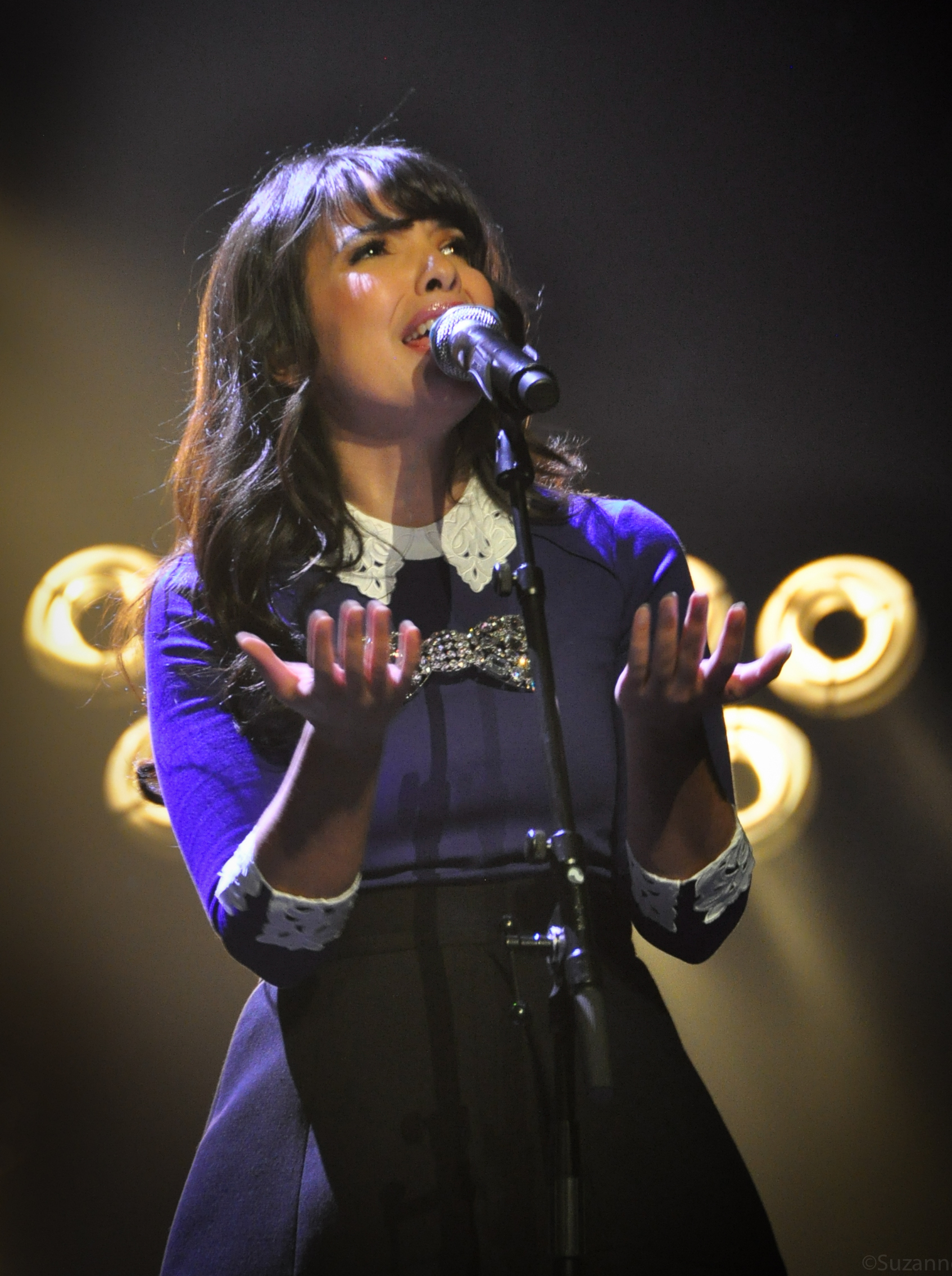
اجرای ایندیلا در مراسم EBBA در سال ۲۰۱۵

این ترانه در چارتهای تک آهنگ فرانسه و بلژیک به جایگاه شماره دو  و در چارتهای تک آهنگ یونان، اسرائیل، رومانی و ترکیه به جایگاه شماره یک دست یافت. در مارس 2014 وارد چارتهای یونانی شد و به مدت سه هفته در جایگاه نخست ماند. در 19 آوریل 2014 توسط ترانه خوشحال از فارل ویلیامز به جایگاه شماره دو افت کرد. در هفته پس از آن این ترانه دوباره به جایگاه نخست دست یافت و برای پنج هفته دیگر در آنجا ماند. این ترانه روی هم رفته سیزده هفته در جایگاه نخست ماند.